# 楊書香
楊書香（1818年—？），字心齋，號慧堂，一號芸坪，直隸武邑縣人。清朝政治人物，進士出身。

## 生平
楊書香為道光二十四年（1844年）甲辰科舉人，道光二十七年（1847年）丁未科張之萬榜二甲第八十四名進士。改翰林院庶吉士，散館授編修。歷陞監察御史，戶科給事中，內閣侍讀學士。後任鴻臚寺卿。光緒初年任奉天府府丞兼學政。曾為同治《武邑縣志》序跋題記。